# 옐가바시

시 문장

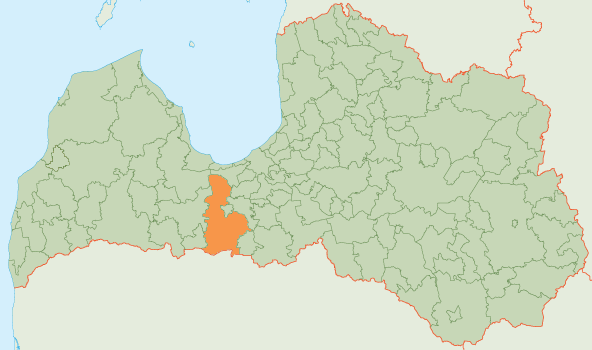
옐가바 시의 위치

옐가바시(라트비아어: Jelgavas novads)는 라트비아의 지방 자치체로 행정 중심지는 옐가바이며 면적은 1,319km2, 인구는 27,276명(2009년 기준), 인구 밀도는 21명/km2이다. 13개 교구를 관할한다. 행정 중심지인 옐가바는 옐가바 시에 속하지 않으며 독립된 도시로 존재한다.

## 같이 보기
- 라트비아의 행정 구역